# یواس‌اس ایل (اس‌اس-۳۵۴)
یواس‌اس ایل (اس‌اس-۳۵۴) (به انگلیسی: USS Eel (SS-354)) یک زیردریایی بود که طول آن ۳۱۱ فوت ۹ اینچ (۹۵٫۰۲ متر) بود.